# Paweł Sołtys

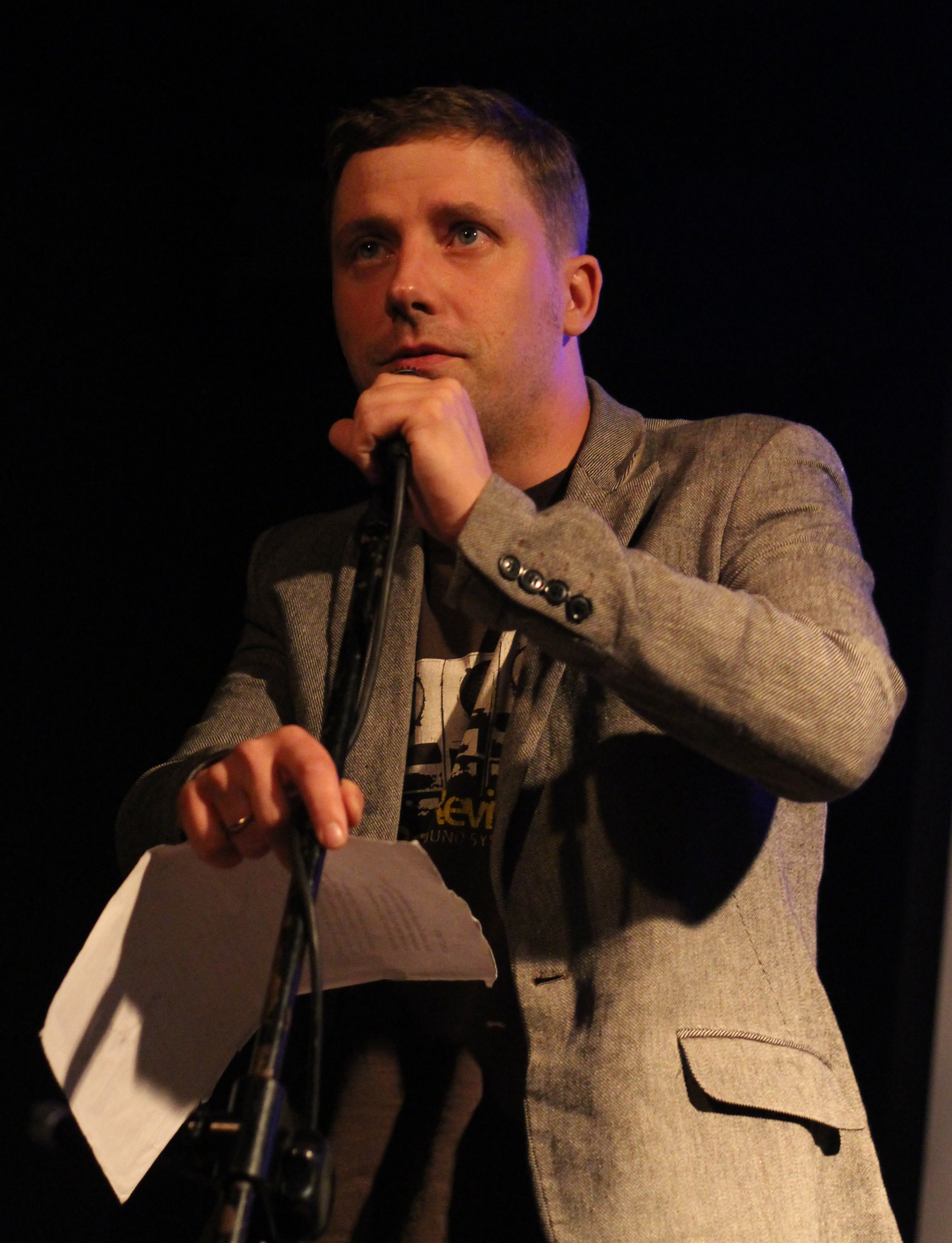
Paweł Sołtys, 2013.

Paweł Sołtys, ps. Pablopavo (ur. 30 marca 1978 w Warszawie) – polski pisarz, wokalista, autor tekstów piosenek i kompozytor.
Od 2003 roku jest jednym z filarów zespołu Vavamuffin. W 2009 roku rozpoczął karierę solową. Jego twórczość muzyczna firmowana pseudonimem „Pablopavo” (samodzielnie lub z zespołem „Ludziki”) jest wszechstronna i trudna do zaliczenia do jednego, konkretnego stylu.

## Wykształcenie
Ukończył liceum im. Antoniego Dobiszewskiego w Warszawie. Studiował rusycystykę na Uniwersytecie Warszawskim, jednak nie ukończył nauki. 

## Działalność literacka i dziennikarska
Autor tekstów i opowiadań drukowanych w „Studium”, „Lampie” i „Ricie Baum”. W 2017 zadebiutował wydanym przez Wydawnictwo Czarne zbiorem opowiadań Mikrotyki, znakomicie przyjętym przez krytyków. Wiosną 2018 został laureatem Nagrody Literackiej im. Marka Nowakowskiego. Uroczystość wręczenia nagrody odbyła się 3 kwietnia 2018 w Warszawie. Laureat Nagrody Literackiej Gdynia 2018 oraz nominowany do Nagrody Literackiej „Nike” 2018. We wrześniu 2019 roku ukazała się druga książka Sołtysa „Nieradość”, również wydana przez Wydawnictwo Czarne. W październiku 2024 roku Wydawnictwo Czarne opublikowało jego kolejną książkę pod tytułem Sierpień.
Opublikował również opowiadanie Co się robi, gdy się wydało książkę.
Jako dziennikarz związany był ze stacją radiową Roxy FM, w której prowadził autorską audycję „Tramwaj z Pragi”. Realizacja programu została zakończona 1 stycznia 2014 roku, kiedy szefostwo stacji zrezygnowało z autorskich audycji wielu artystów.

## Działalność muzyczna
Karierę rozpoczął w 2000 roku w zespole Saduba, a od 2001 roku występował w grupie Magara, w których pełnił rolę wokalisty i gitarzysty. Od 2002 wraz z Reggaeneratorem i Krzakiem współtworzy Zjednoczenie Sound System, które propaguje muzykę jamajską w wydaniu soundsystemowym.
Od 2003 jest wokalistą Vavamuffin, prócz tego od 2006 udziela się w Ba-Lan Soundsystem oraz w zespole Sedativa. Współpracował m.in. z Fu (Olsen/Fu, Zipera, ZIP Skład), Hemp Gru, O.S.T.R., Sidneyem Polakiem, Sedativą, Dreadsquadem, Magierą, James Ashen, Habakuk, Junior Stress i Maleo Reggae Rockers. Ostatnio ukazał się bootleg koncertowy z jego udziałem wraz z zespołem Magara. Pojawił się również w refrenie na płycie Molesta + kumple. Wspólnie z Reggaeneratorem nagrał utwór Gyal na medal na składankę Polski ogień wydaną przez wytwórnię Germaican Records. Wraz z Vavamuffin muzyk wspierał kampanię Stowarzyszenia „Nigdy Więcej” Muzyka Przeciwko Rasizmowi.
W 2009 roku artysta rozpoczął karierę solową. Wydał wówczas debiutancki singiel na winylu (7”) Zykamu/Dola Selektora oraz singiel internetowy Telehon promujący pierwszy album tego artysty. Jego debiutancki album zatytułowany Telehon pojawił się w sklepach 26 września 2009 nakładem wydawnictwa Karrot Kommando i jest sygnowany nazwą „Pablopavo & Ludziki”. 30 marca 2011, w dzień jego trzydziestych trzecich urodzin, premierę miał drugi album Pablopavo i Ludzików, nazwany 10 piosenek. Trzecią płytę pod tytułem Głodne kawałki wydał 28 listopada 2011 we współpracy z producentem Praczasem. 25 stycznia 2014 ukazał się kolejny nagrany z Ludzikami album Polor (zawierający przebój Dancingowa Piosenka Miłosna, który osiągnął 4 miejsce na liście przebojów Programu Trzeciego), a w październiku tego roku solowy album Tylko. Rok później nagrał wraz z Praczasem i Anną Iwanek avant-popowy album Wir, promowany przez singiel Październikowy facet, który wspiął się na 12 miejsce listy przebojów Trójki. 30 marca 2017 ukazał się album Pablopavo i Ludzików Ladinola, zawierający m.in. utwór Wszystkie neony. Kolejnym albumem wydanym pod szyldem Pablopavo i Ludziki jest Marginal, wydany 12 października 2018 roku. W 2020 roku ukazał się album „Wszystkie nerwowe piosenki” sygnowany przez skład Pablopavo i Ludziki z Naprawdę Dużym Zespołem, wydany wyłącznie na płytach winylowych i niedostępny w serwisach streamingowych. 16 kwietnia 2021 roku wydano dwupłytowy album pt. „Tournee Warszawskie” z nagraniami z koncertów z tytułowej trasy koncertowej w listopadzie 2019 roku, zarejestrowanych w Karrot Kawa i Kultura oraz w klubie Hydrozagadka. Najnowszym albumem zespołu jest wydana 30 marca 2022 Mozaika.

## Życie prywatne
Żonaty z Moniką Sołtys. Kibic sekcji piłkarskiej klubu Legia Warszawa. Urodził się i wychował na Stegnach i Sadybie, potem przeprowadził się na Grochów, gdzie mieszkali jego dziadkowie.

## Nagrody i wyróżnienia muzyczne
| Rok  | Nagroda             | Kategoria                         | Nota      | Źródło |
| ---- | ------------------- | --------------------------------- | --------- | ------ |
| 2010 | Superjedynki        | Płyta hip-hop (Telehon)           | Nominacja | [ 22 ] |
| 2010 | Superjedynki        | Debiut (wydany debiutancki album) | Nominacja | [ 22 ] |
| 2010 | Paszport „Polityki” | Muzyka popularna                  | Nominacja | [ 23 ] |
| 2014 | Paszport „Polityki” | Muzyka popularna                  | Laur      | [ 24 ] |

## Nagrody i wyróżnienia literackie
- Nagroda Literacka im. Marka Nowakowskiego 2018 (laur)
- Nagroda Literacka „Nike” 2018 (nominacja)
- Nagroda Literacka Gdynia 2018